# Nybyn
Nybyn – miejscowość (småort) w Szwecji w gminie Örnsköldsvik w regionie Västernorrland. Około 51 mieszkańców.